# كبريتيد تنغستن رباعي
 كبريتيد تنغستن رباعي (بالإنجليزية:  Tungsten(IV) sulfide )‏ مركب كيميائي له الصيغة WS2 ، ويكون على شكل مسحوق أزرق رمادي.